# Piane Crati
Piane Crati – miejscowość i gmina we Włoszech, w regionie Kalabria, w prowincji Cosenza.
Według danych na rok 2004 gminę zamieszkiwały 1384 osoby, 692 os./km².